# Віртуальний ютубер
Віртуальний ютубер (яп. バーチャルユーチューバー, bācharu yūchūbā) або Вітубер (яп. ブイチューバー, buichūbā) — це людина, яка розважає свою аудиторію на платформах онлайн відеотрансляцій та використовує цифровий аватар, створений за допомогою комп'ютерної графіки. Термін пов'язаний із зростаючою тенденцією, яка виникла в Японії в середині 2010-х років. Більшість вітуберів — це ютубери або стримери, які розмовляють японською мовою і використовують аватари у стилі аніме. На 2020 рік існувало щонайменше 10 000 активних вітуберів.
Першою людиною, що використала фразу «віртуальний ютубер», була Кізуна Ай, яка почала створювати контент на YouTube наприкінці 2016 року, її популярність посприяла появі цієї тенденції в Японії. Зростаюча кількість фанатських перекладів та вітуберів, які розмовляють різними мовами, ознаменувала збільшення міжнародної популярності цього явища. В Японії віртуальні ютубери з'являлись у рекламних кампаніях, а також побивали світові рекорди у сфері прямих трансляцій.

## Огляд
Віртуальні ютубери чи вітубери є ютуберами або стримерами, які, як правило, розмовляють японською мовою і розважають свою аудиторію на платформах онлайн відеотрансляцій. Вони використовують аватари у стилі аніме, створені за допомогою комп'ютерної графіки у таких програмах, як, наприклад, Live2D. Дизайн аватарів зазвичай розробляють онлайн художники. Вважається, що вітубери популярні завдяки тому, що не мають фізичних обмежень, багато з них беруть участь у діяльності не обмеженою реальною статтю та гендером, а також зовнішнім виглядом (вигадані розумні раси). За даними BBC, вони унікальні тим, що «не обмежені особистими проблемами або проблемами ідентичності», їх популярність у всьому світі обумовлена «великою кількістю людей за межами Японії, які люблять японську культуру та аніме».

## Історія

### Попередники
12 лютого 2010 року компанія виробник візуальних новел Nitroplus почала завантажувати на свій YouTube канал відеоролики з анімованою 3D-версією свого маскота Super Sonico, який розмовляв з аудиторією про себе, а також про релізи компанії. 13 червня 2011 року, мешканка Великої Британії японська відеоблогерка Амі Ямато завантажила своє перше відео, в якому виступала у вигляді анімованого віртуального аватара. У 2012 році японська компанія Weathernews, Inc. дебютувала вокалоїдноподібного персонажа під назвою Weatheroid Type A Airi на SOLiVE24, 24-годинному прямому етері прогнозу погоди Nico Nico Douga, який транслюється на YouTube та їх вебсайті. У 2014 році Айрі отримала власну сольну програму, яка йшла щочетверга, та розпочала вести прямі трансляції із застосуванням технології захоплення руху.

### Перша вітуберка

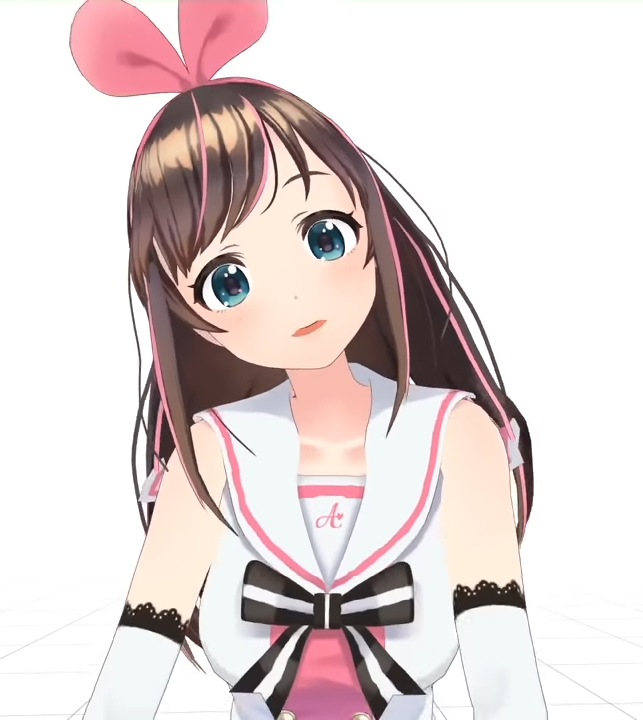
Кізуна Ай, яку багато хто вважає першою справжньою вітуберкою

Наприкінці 2016 року Кізуна Ай, яка вважається першою вітуберкою , дебютувала на YouTube вперше використовуючи термін «віртуальний ютубер». Кізуна Ай, за голосом якої стоїть Нозомі Касуга, змогла створити відчуття «справжньої близькості» з шанувальниками, оскільки була чутлива до їх запитань. Протягом десяти місяців у неї з'явилось більше двох мільйонів підписників, а згодом вона стала послом культури Національної туристичної організації Японії. Популярність Кізуни Ай можна пояснити перенасиченістю YouTube традиційними ютуберами та деякими несподіваними для аудиторії аспектами її особистості. Наприклад, Кізуна Ай, незважаючи на доброзичливий вигляд, часто лається у своїх відео під час розчарування в іграх.

### Тенденція на вітуберів
Раптова популярність Кізуни Ай посприяла появі тенденції на вітуберів . З травня по середину липня 2018 року кількість активних вітуберів зросла з 2000 до 4000. Сьогодні Кагуя Луна та Мірай Акарі слідують за Кізуной як друга та третя за популярністю, з 750 000 та 625 000 підписниками відповідно. Дві інші ранні вітуберкі Некомія Хіната та Сіро змогли отримати більш ніж 500 000 підписок усього за півроку.
Після першого успіху в Японії, вітубери почали просуватися за кордон, вітуб агенції створили філії в Китаї, Південній Кореї, Індонезії та Індії, були також створені філії, орієнтовані на англомовних глядачів. Тим часом у багатьох країнах, від Японії до США, почали з'являтися незалежні вітубери. У липні 2018 року загальна кількість підписників вітуберів становила 12,7 мільйонів, разом с тим кількість їх переглядів перетнула позначку у 720 мільйонів. К січню 2020 року вже існувало понад 10 000 вітуберів. Станом на серпень 2020 року, сім з десяти авторів, що найбільш заробляють з донатів супер чату на YouTube були вітуберами, насамперед членами агенції Hololive Production, які на той час заробили приблизно 85 мільйонів йен (~810 000 доларів). Разом з тим популярність вітуберів продовжувала зростати на платформі Twitch, з появою безлічі відомих англомовних вітуберів, таких як, наприклад, учасників VShojo — Projekt Melody та Ironmouse.
У вересні 2020 року Ichikara, керуюча компанія Nijisanji, одного з найбільших японських вітуб агентств, створила «команду протидії агресії і наклепу», яка надаватиме консультації жертвам домагань та вживатиме законних заходів проти осіб, які беруть участь у домаганнях, зокрема в інтернеті, що є великою проблемою у японській індустрії розваг. Повідомлення про це з'явилося після того, як вітуберка Hololive Мано Алое пішла лише через два тижні активності через домагання.
Звіт YouTube щодо культури та тенденцій за 2020 рік висвітлює вітуберів як одну з помітних тенденцій з 1,5 мільярдів переглядів щомісяця станом на жовтень.
У грудні 2020 року The Artifice запустила vTubie, платформу для вітуберів, яка сьогодні є найбільшою та охоплює всіх творців цього контенту.

## Рекламні кампанії

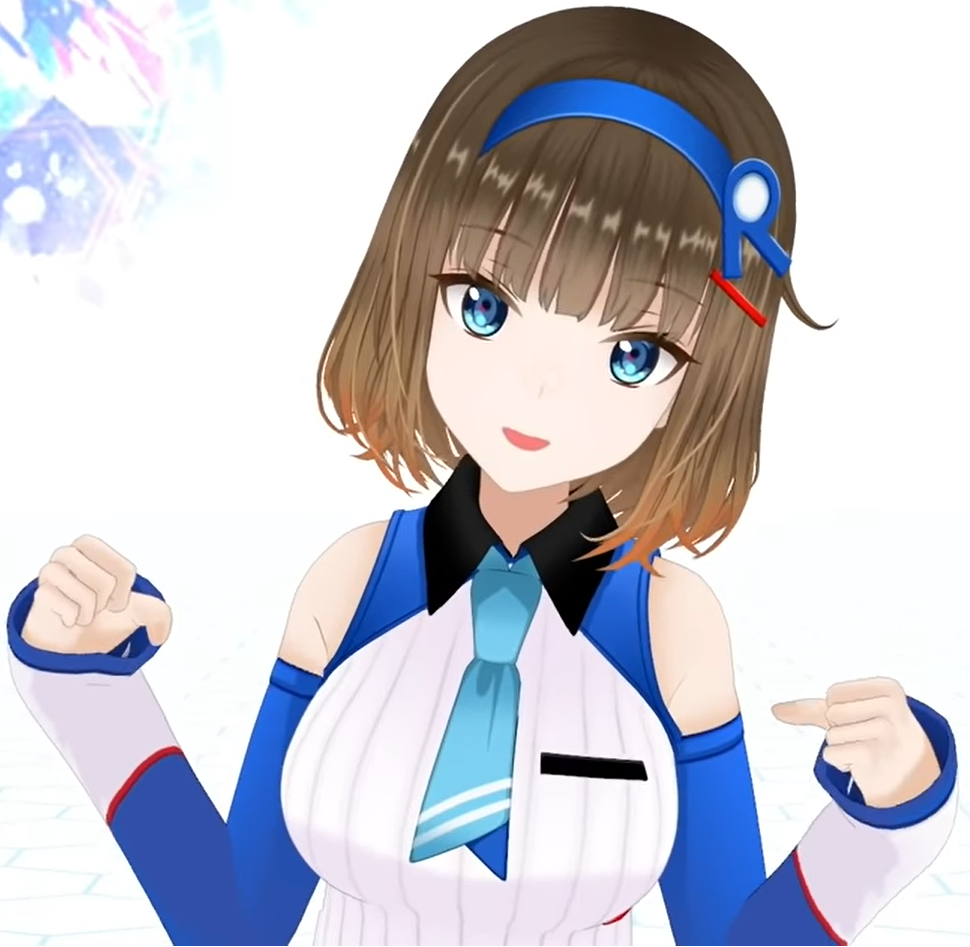
Небасей Кокоро, вітуберка і представниця японської корпорації Rohto Pharmaceutical

Завдяки популярності, компанії та організації почали використовувати віртуальних ютуберів як метод реклами або привернення уваги до товару чи послуги. Кізуна Ай була присутня на заході, коли SoftBank оголосив про випуск iPhone XS та XS Max у 2018 році, вона також рекламувала продукцію на своєму каналі.
У серпні 2018 року компанія Wright Flyer Live Entertainment випустила мобільний додаток, що дозволяє вітуберам транслювати відео в прямому етері, монетизувати їх та взаємодіяти із глядачами. На прес-конференції в Токіо глава Wright Flyer Live Entertainment заявив: «Просто збільшення кількості [вітуберів] не так ефективно. Ми хочемо, щоб вони продовжували свою діяльність. [Для цього] є важливим залучення шанувальників та монетизація. Отже, ми пропонуємо платформу, яка це дозволяє». Це відбулось після того, як Gree, Inc., материнська компанія Wright Flyer Live Entertainment, вклала 10 млрд йен (~89,35 мільйонів доларів) інвестицій у вітуберів, а також запланувала продажів на 10 мільярдів йен до 2020 року.
У серпні 2018 року уряд префектури Ібаракі створив вітуберку на ім'я Хійорі Ібара з метою зробити її символом Ібаракі. Хійорі — перша вітуберка, яка використовувалася муніципальним або префектурним урядом.

24 червня 2019 року вітуберка Кагуя Луна у співпраці з Nissin Foods з метою реклами своєї локшини Yakisoba UFO провела прямий етер зі смартфоном, прикріпленим до гелієвої кулі. До кінця етеру смартфон досяг висоти 30 кілометрів над рівнем моря. Цей етер потрапив у книгу рекордів Гіннеса як записаний на найбільшій висоті, побивши попередній рекорд у 18,42 кілометрів.